# بوئینگ ۷۱۷
بوئینگ ۷۱۷ (به انگلیسی: Boeing 717) یک هواپیمای مسافربری ساخت شرکت بوئینگ کشور آمریکا است. این هواپیما در ابتدا توسط شرکت مک دانل داگلاس با عنوان MD-95 تولید شد و نخستین بار در سال ۱۹۹۱ در نمایشگاه هوایی پاریس عرضه شد. کار طراحی آن تا سال ۹۷ توسط بوئینگ به پایان رسید و یک سال بعد نخستین پرواز آن انجام شد. از سپتامبر ۱۹۹۹ وارد ناوگان تجاری هوایی شد. این هواپیما برای حمل حدود یکصد مسافر طراحی شد و نخستین سفارش ساخت آن در سال ۱۹۹۵ به بوئینگ داده شد. امروزه بیشتر توسط شرکت‌های هوایی آمریکا مورد استفاده قرار می‌گیرد.

## مشخصات
بوئینگ ۷۱۷ دارای دو موتور توربوفن چسبیده به بدنه و در بخش انتهایی هواپیماست.
- فاصله نوک دو بال: ۲۸٫۵ متر
- طول: ۲۶٫۵ متر
- ارتفاع: ۸٫۹ متر
- ظرفیت مسافر: ۱۱۷ نفر
- بیشینه سرعت: ۷۶/۰ ماخ (۸۱۱ کیلومتر بر ساعت)
- محدوده پرواز: ۳۵۵۶ کیلومتر

## مدل‌ها
- ۷۱۷–۲۰۰ مدل استاندارد.
- ۷۱۷–۳۰۰ مدل پیشنهادی با طول بیشتر برای حمل حدود ۱۳۰ مسافر.